# Estación Olmos
Olmos es una estación ferroviaria ubicada en el Departamento Juárez Célman, Provincia de Córdoba, Argentina.

## Servicios
La estación corresponde al Ferrocarril General Bartolomé Mitre de la red ferroviaria argentina. Presta servicios de cargas por la empresa Nuevo Central Argentino.